# Setenil de las Bodegas
Setenil de las Bodegas est une commune d'Espagne, dans la province de Cadix, communauté autonome d'Andalousie.
Le village, qui fait partie de la Route des villages blancs, est unique parmi ceux-là pour ses maisons troglodytes et semi-troglodytes installées dans la profonde encoche de sapement du pied de la falaise creusée par le Trejo.

## Géographie

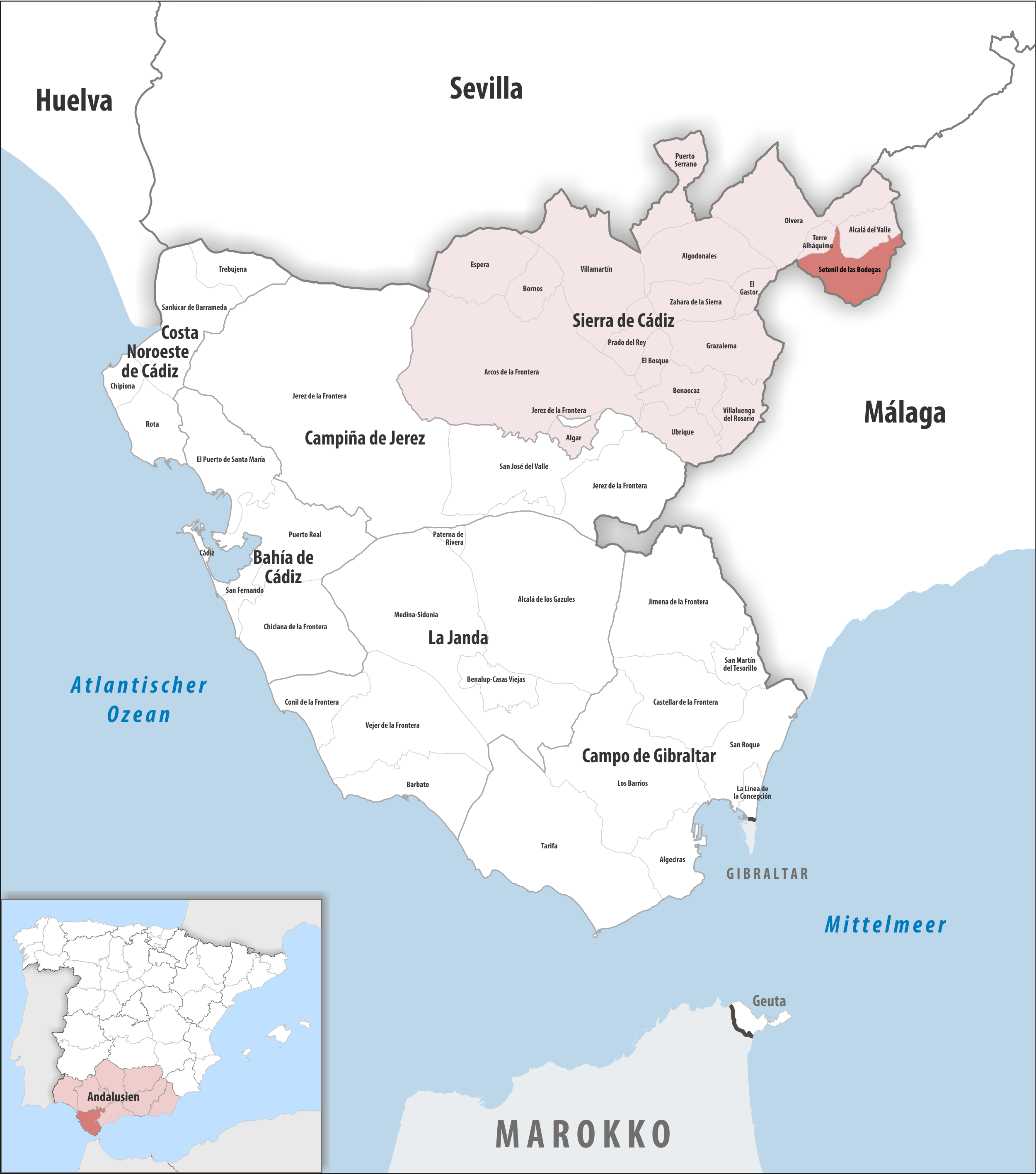
Setenil de las Bodegas dans la province de Cadix / en Andalousie

### Localisation
La commune de Setenil de las Bodegas est dans la comarque Sierra de Cadix, dans la pointe nord-est de la province de Cadix.
Ronda est à 19 km au sud ;
Cadix à 133 km au ouest-sud-ouest ;
Jerez de la Frontera à 104 km ouest ;
Séville à 116 km au nord-ouest
Malaga à 94 km est-sud-est ;
Marbella à 78 km sud-sud-est ;
Gibraltar et Algésiras à 120 km sud-sud-ouest.
Setenil est implanté au bord du Trejo, affluent du Guadalete et qui devient le Guadalporcún (es) lorsqu'il quitte cette commune pour rejoindre Torre Alhaquíme.

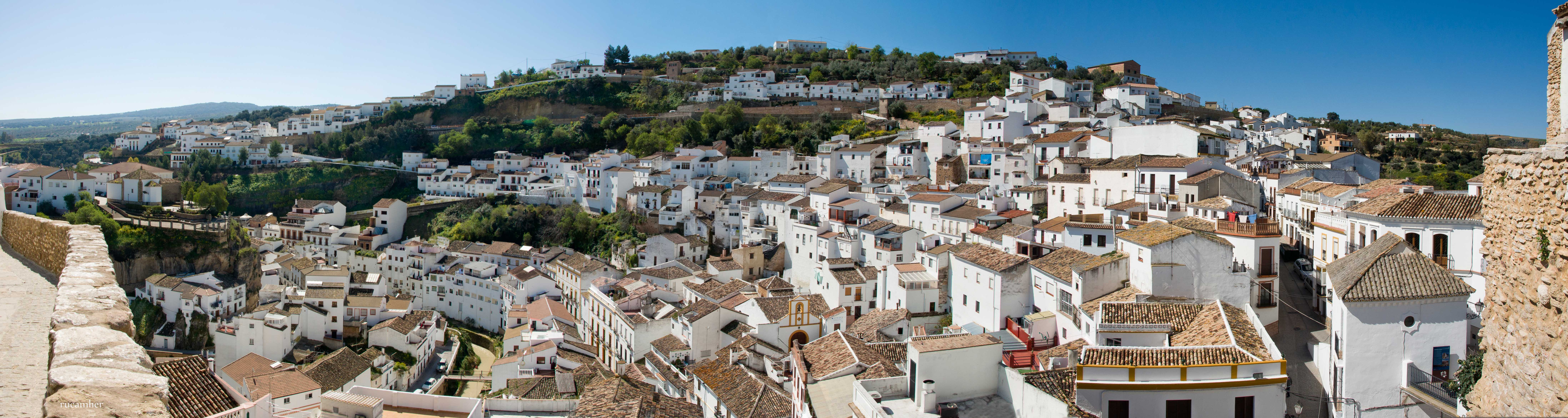

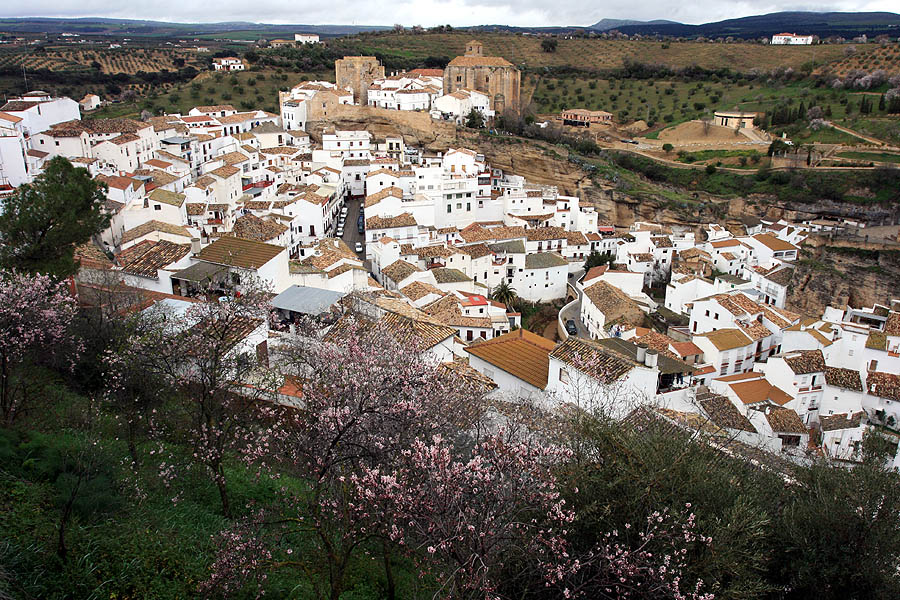

### Description
Le Trejo a creusé un canyon dans un terrain où alternent les dépôts de roches sédimentaires : calcaire en bandes horizontales ou inclinées, et couches de marnes argileuses. L'eau s'infiltre entre les deux types de roche. Avec l'érosion, les argiles se déversent et de grandes corniches rocheuses sont créées, surmontant des espaces creux qui sont utilisés pour l'occupation humaine.

Quelques-unes des maisons sous roche
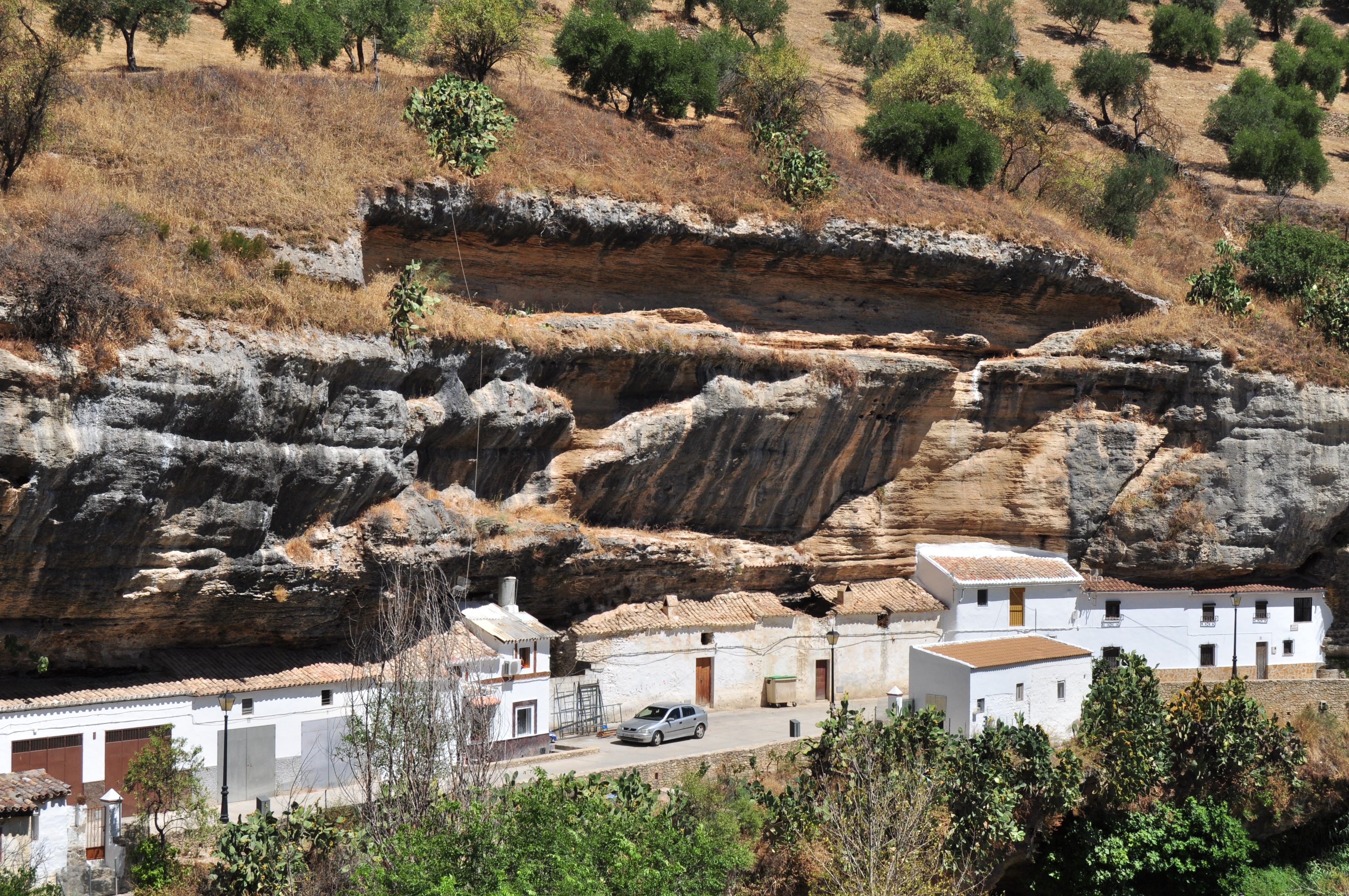
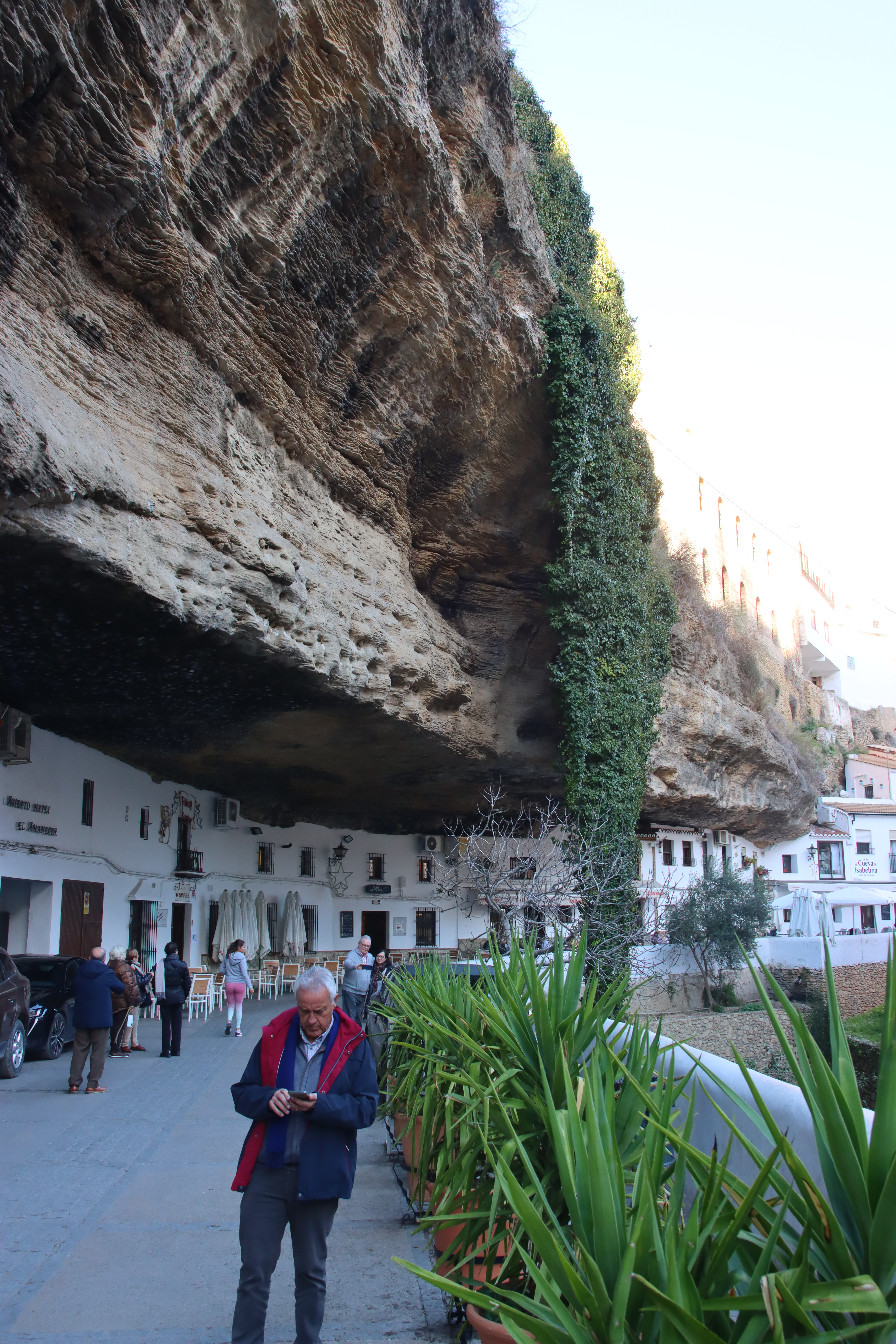
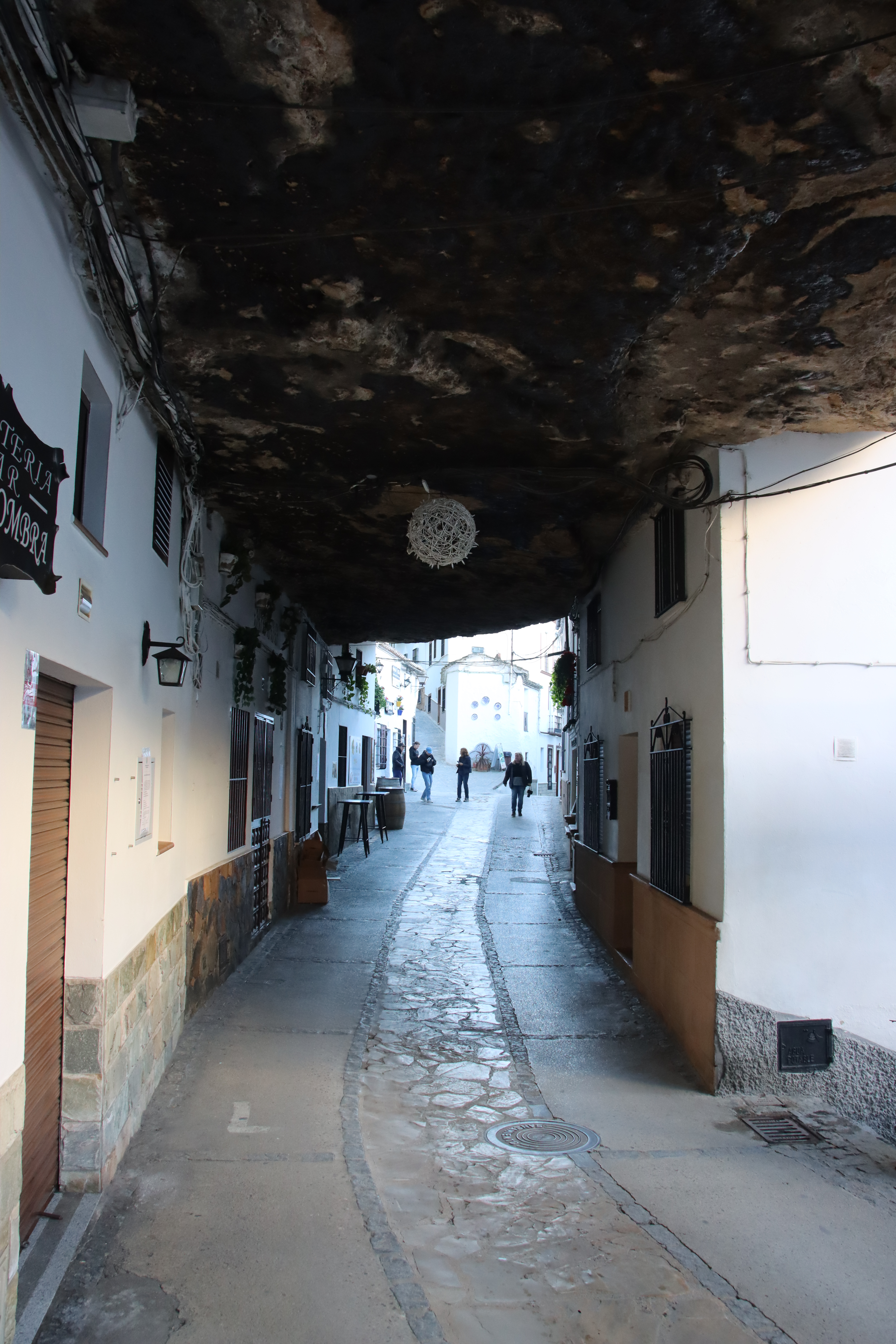
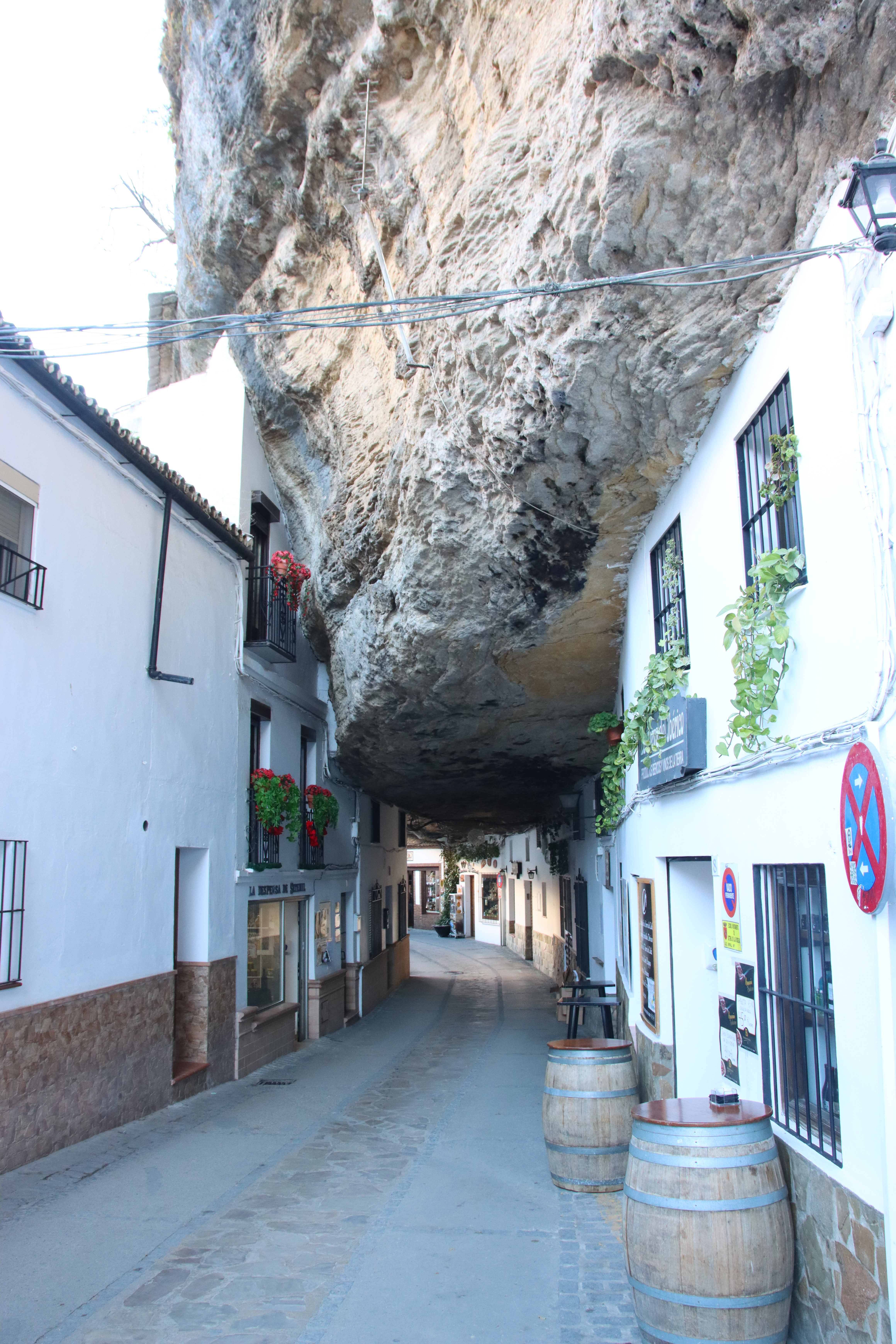
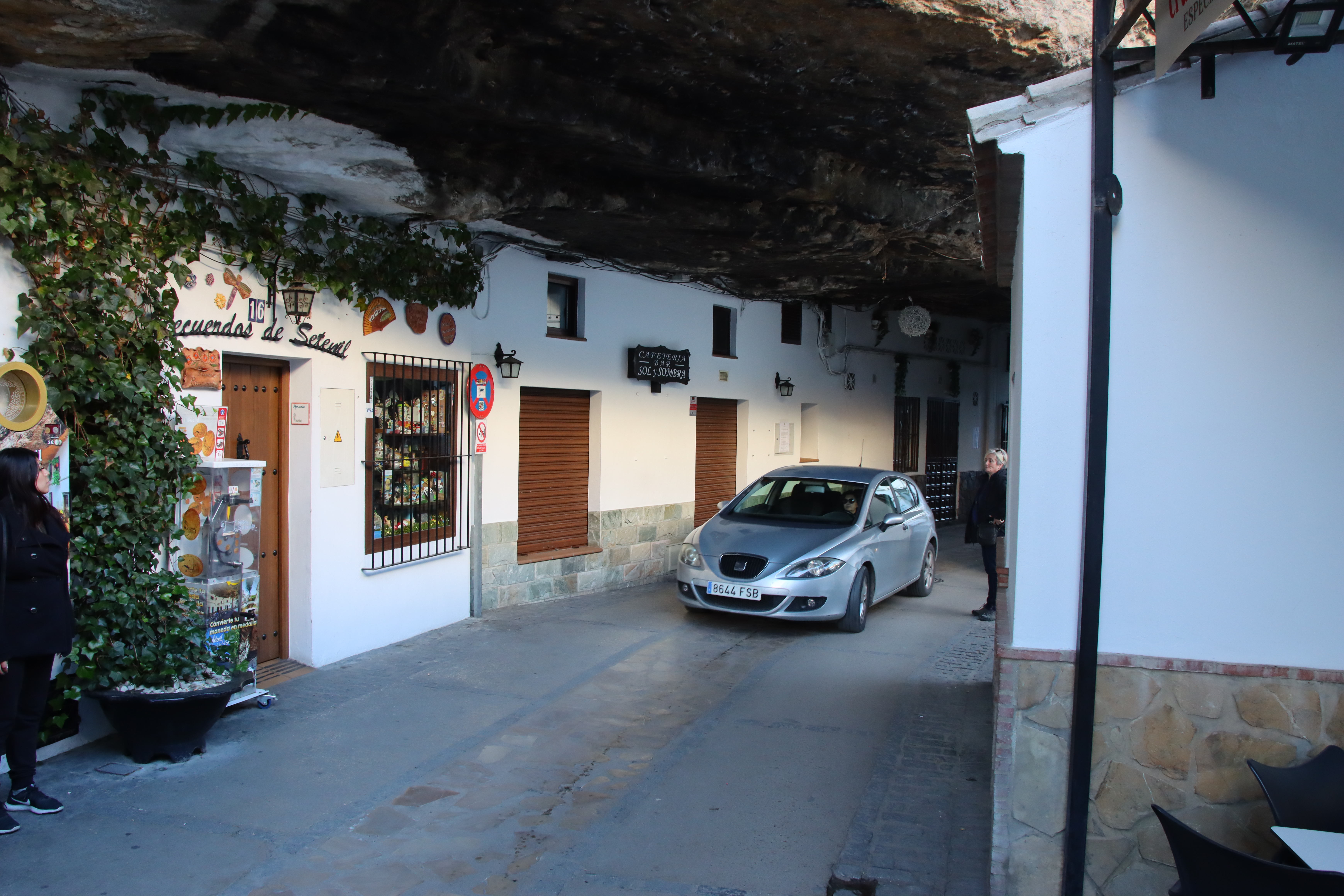
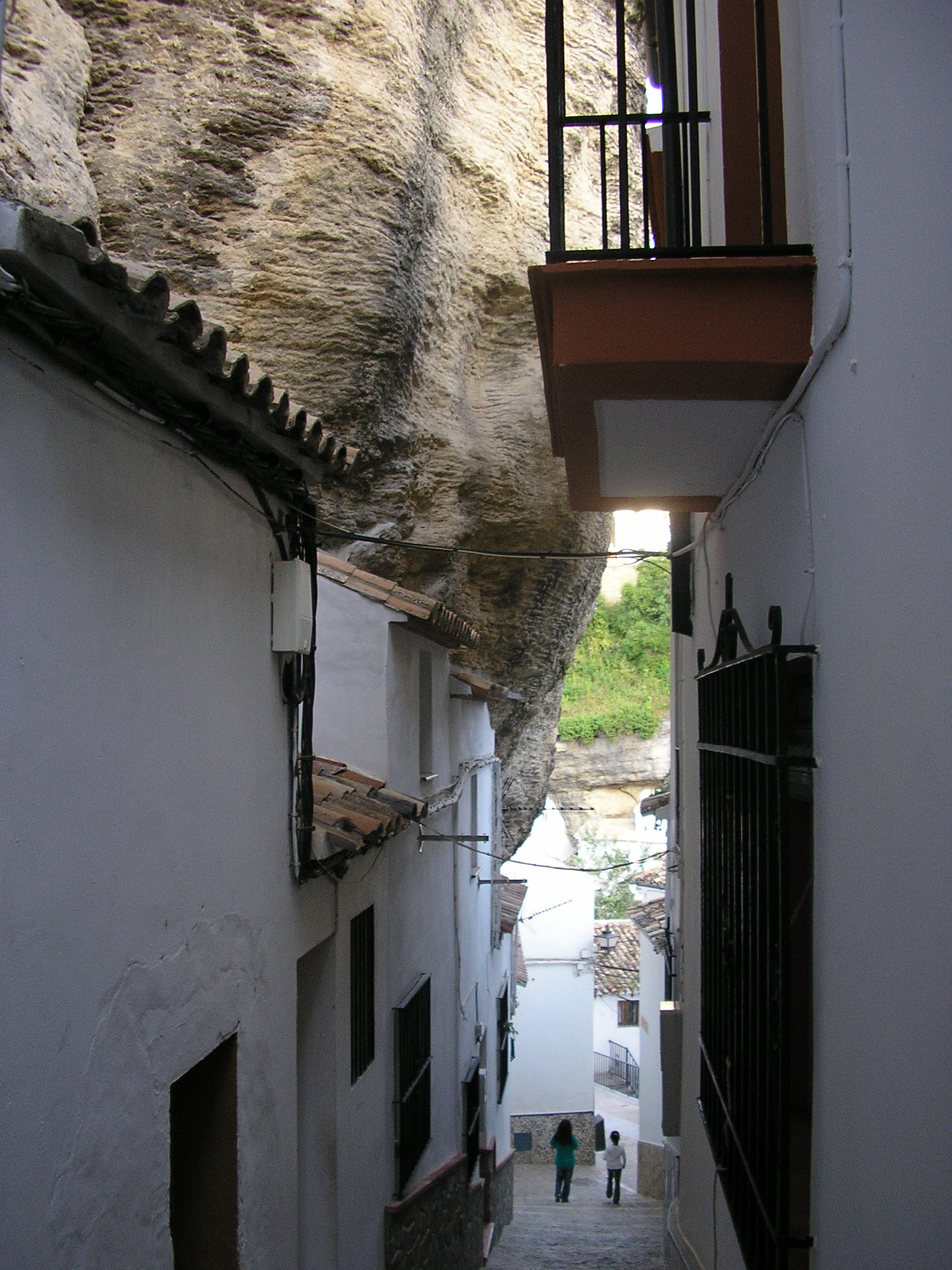
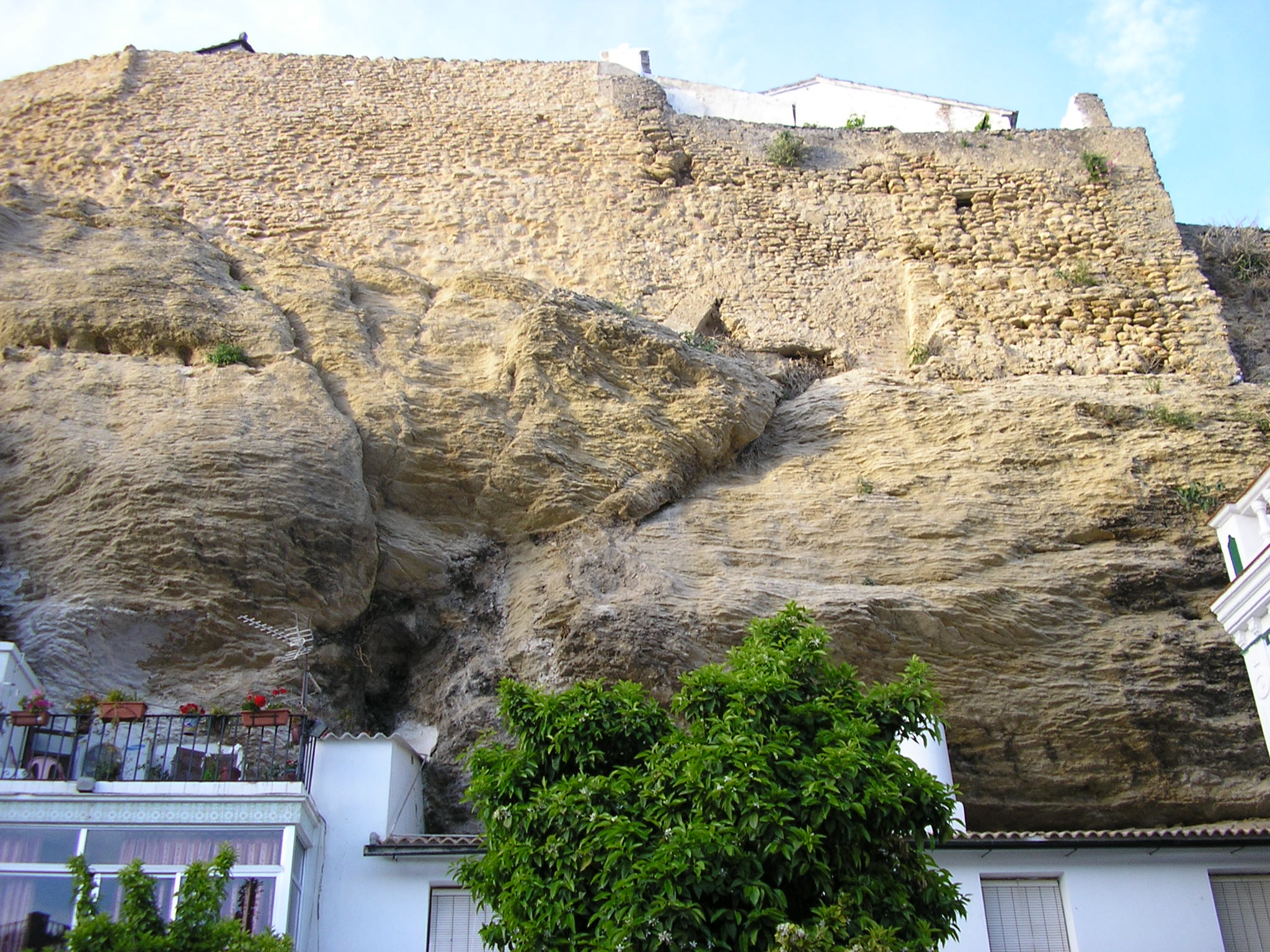

Le Trejo
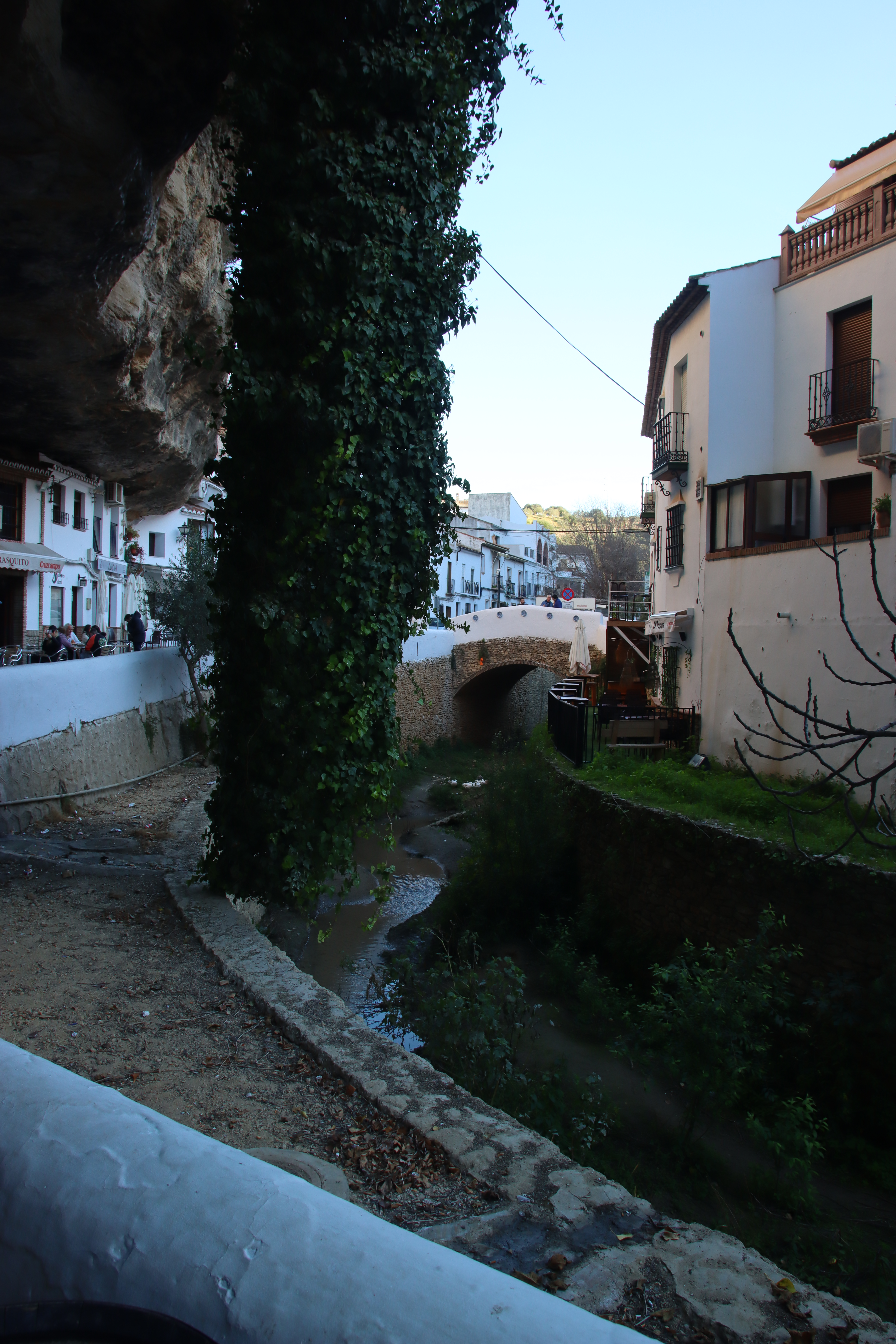
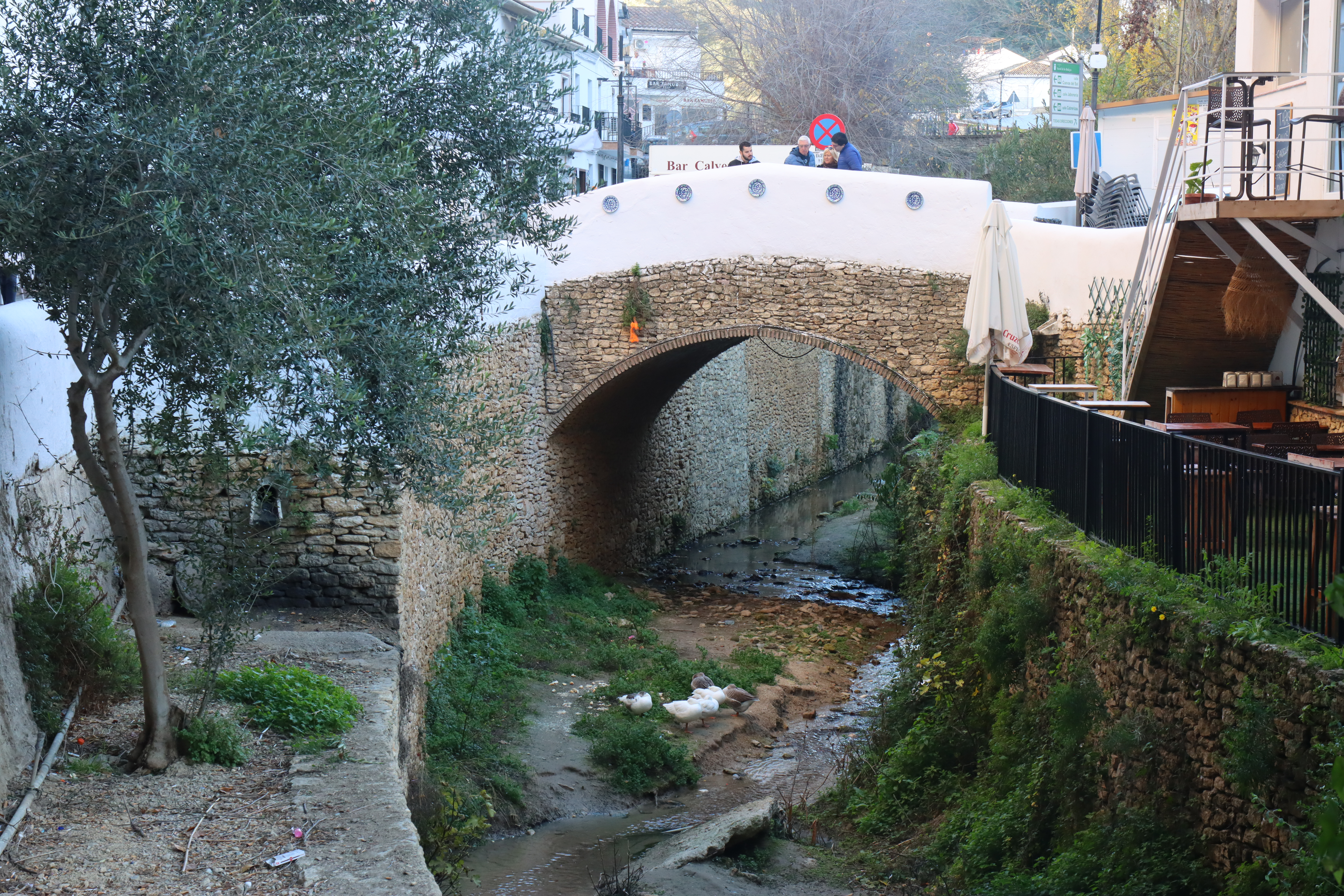

Le château de Setenil (es) se trouve sur un promontoire formé par le méandre le plus fermé de la rivière, à l'une des altitudes les plus élevées de la commune. De l'ancienne forteresse, il reste la tour principale et une tour secondaire qui flanquait la porte d'accès à l'enceinte. Cet accès, appelé Porte de la Villa, est aujourd’hui perdu ; une arche en demi-point, de facture moderne, indique l'emplacement de l'ancienne porte. Le tracé en double courbe de la rue d'accès a été conservé.

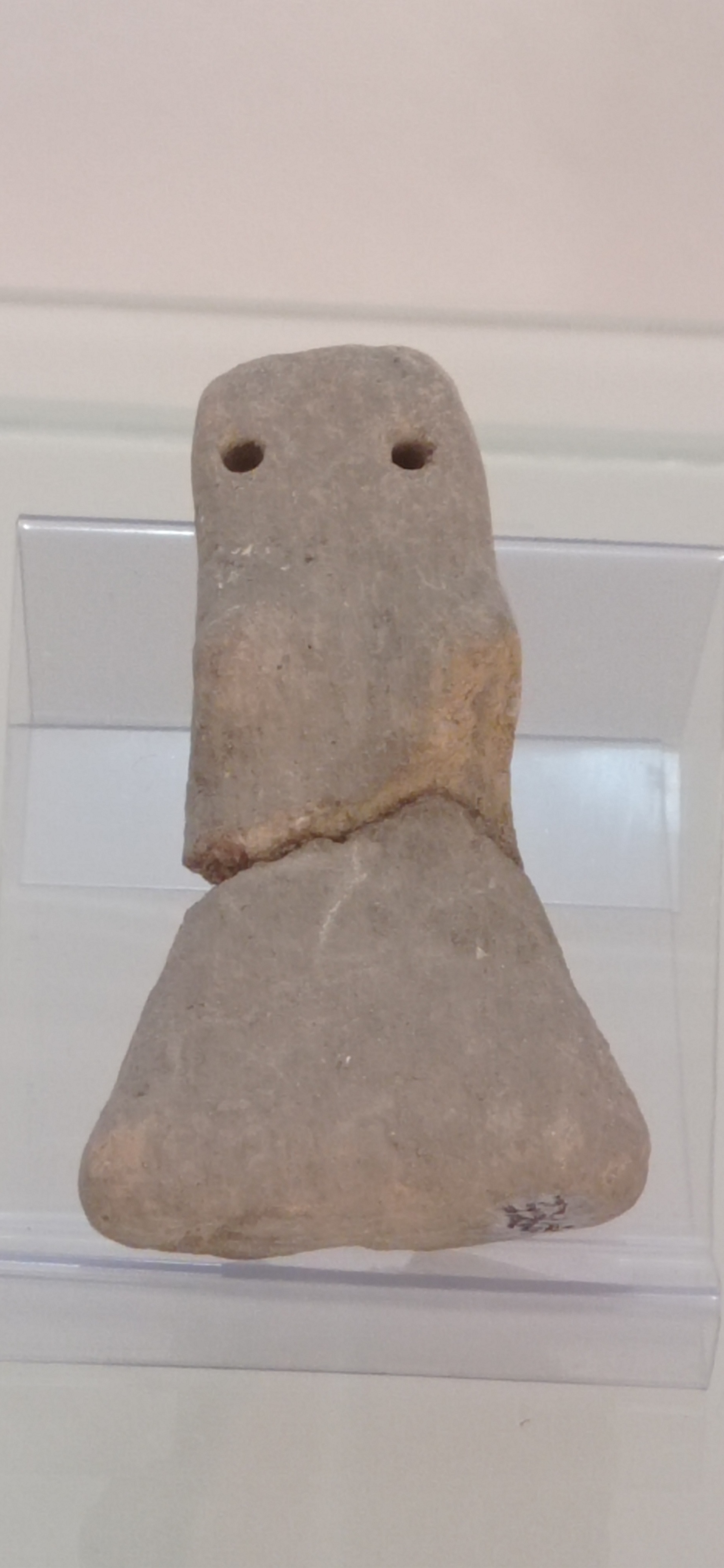
La Damita de Setenil

## Histoire
La grotte de la Pileta, grotte ornée à moins de 25 km au sud sur Benaojan, indique une présence humaine dans les environs depuis le Paléolithique supérieur.
Occupée par les maures, les défenses de la ville s'avèrent excellentes. Attaquée par les troupes castellanes dès 1407, elle résiste à six assauts. Elle est finalement prise le 21 septembre 1484 (guerre de Grenade 1482-1491) par les troupes dirigées par Rodrigo Ponce de León (es) duc de Cadix,.
Sa population reçoit à titre de reconnaissance les mêmes privilèges que ceux de Séville, qui n'ont été donnés à la ville de Ronda qu'en 1630.[réf. nécessaire]
Actuellement la ville vit essentiellement de l'agriculture et du tourisme.[réf. nécessaire]

## Lieux et monuments
- Château de Setenil (es)
- L'église Notre-Dame de l'Incarnation (Nuestra Señora de la Encarnación) est constituée de deux églises : l'une gothique et l'autre mudéjar[8],[9].

Le grand site romain d'Acinipo est à moins de 10 km sud-ouest (sur la municipalité de Ronda).
Setenil fête son patron saint Sebastian le 20 janvier. Le carnaval est en février, et sa fête annuelle est dans la première semaine d'août.

## Personnalités liées à la commune
- Francisco García dit « Perrucho », matador.
- Mikelangelo Federico Olivares de la maison d'Alba.